# Caesar van Everdingen

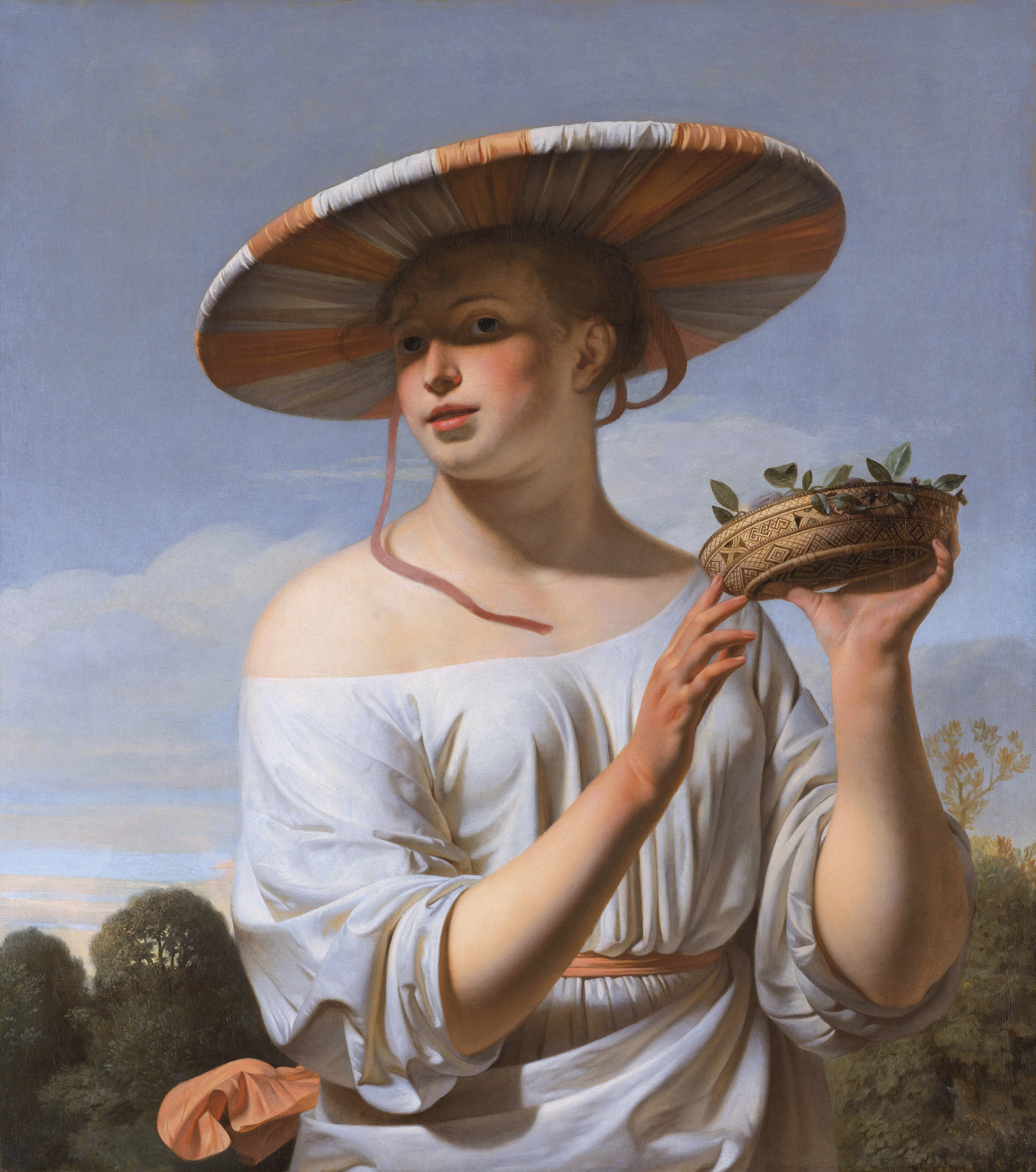
Meisje met een brede hoed, ca. 1645-50, Rijksmuseum, Amsterdamn

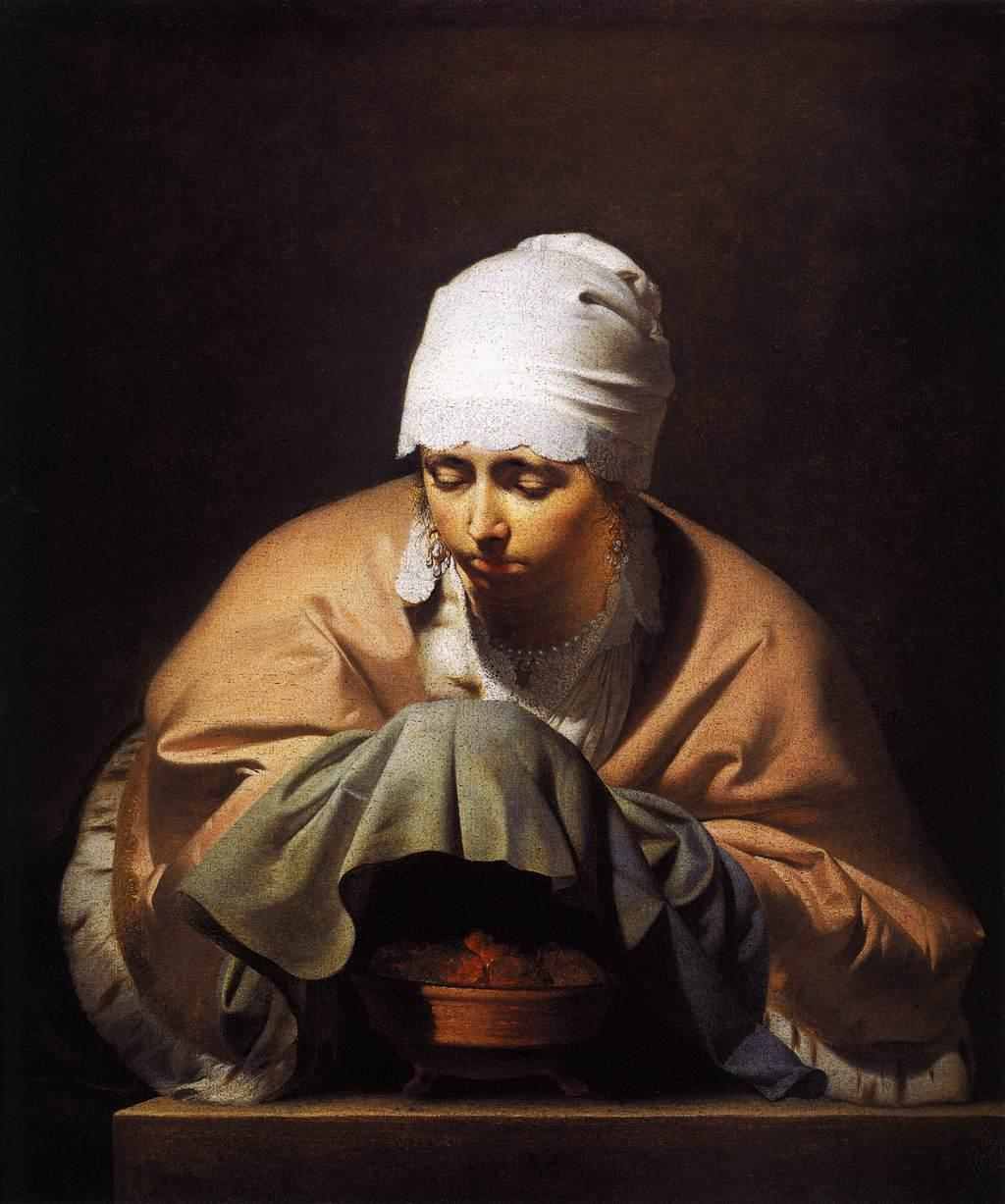
Allegorie van de winter, ca. 1650, Rijksmuseum, Amsterdam

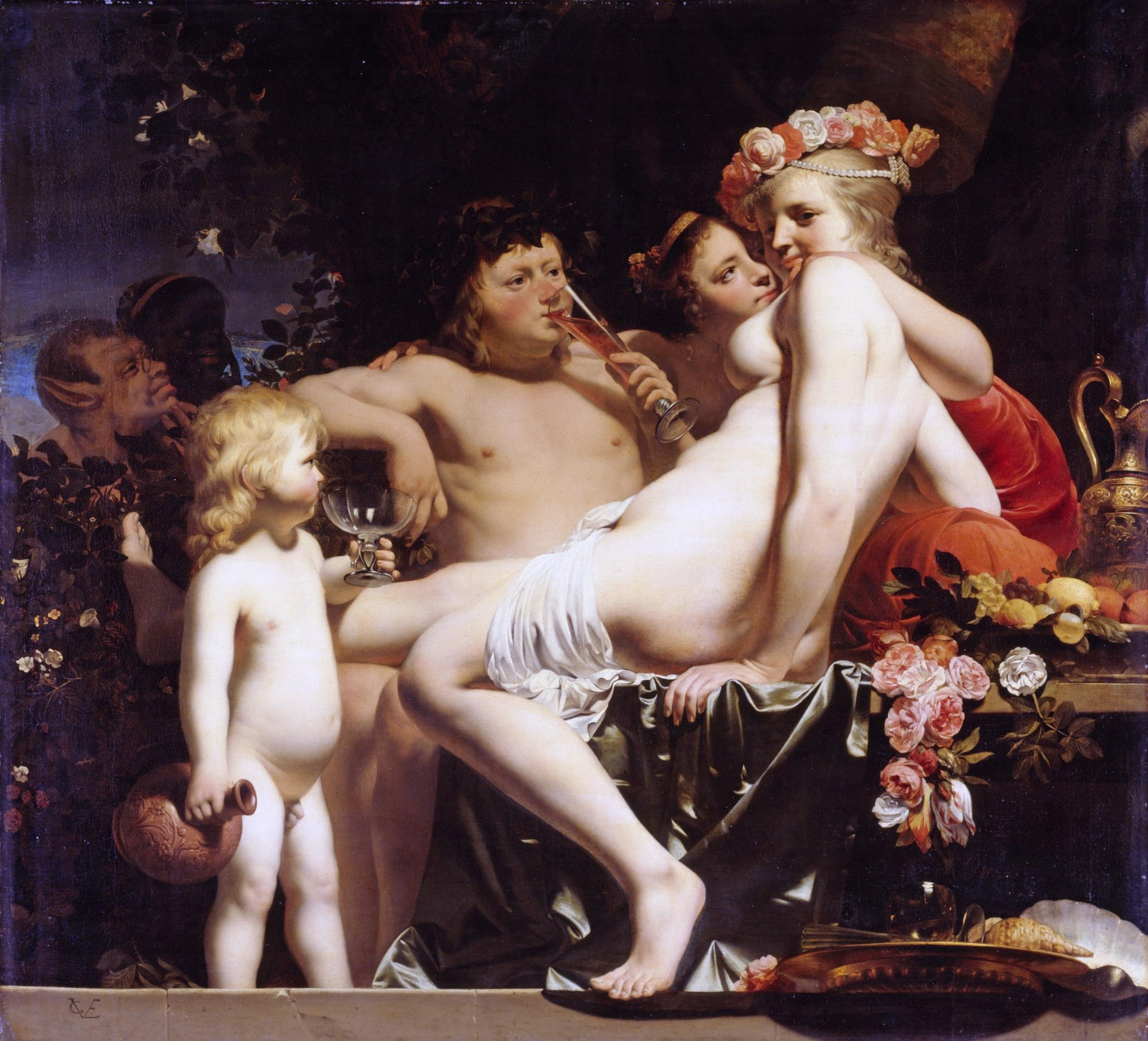
Bacchus en Ariadne, ca. 1660, Gemäldegalerie Alte Meister, Dresden

Caesar Pietersz. van Everdingen (Alkmaar, 1616/1617 - aldaar begraven 13 oktober 1678) was een Nederlandse kunstschilder. Hij was de broer van de schilder Allart van Everdingen. Hij wordt ook Cesar Boetius van Everdingen genoemd, waarbij Cesar soms als Caesar of Ceser wordt gespeld en Boetius soms als Bovetius, Bovesis of Boëtius.

## Leven
Van Everdingen zou zijn opleiding in Utrecht hebben gekregen. In 1632 trad hij toe tot het Sint-Lucasgilde in Alkmaar, maar er zijn geen werken van voor 1636 van hem bekend. Omstreeks 1640 kwam Van Everdingen in contact met schilder/architect Jacob van Campen. Via hem kreeg hij enkele belangrijke opdrachten.
Van Everdingen trouwde in 1646, het huwelijk bleef kinderloos. Hij verhuisde in 1648 naar Haarlem, waar hij toetrad tot de schutterij van Sint-Joris en in 1651 lid werd van het gilde. Hij werkte mee aan de decoratie van de Oranjezaal van het Huis ten Bosch in Den Haag. In 1658 keerde hij definitief terug naar Alkmaar. Hij overleed twintig jaar later en werd begraven in de Sint-Laurenskerk.

## Werk
Van Everdingen schilderde vooral historiestukken en portretten. Zijn werken vormen wellicht het hoogtepunt van het Hollands classicisme in de schilderkunst, zoals dat door Jacob van Campen en Haarlemse schilders als Pieter de Grebber en Salomon de Bray was ontwikkeld. Hij was heel goed in het weergeven van de menselijke huid en kon stoffen op doek bij wijze van spreken bijna tot leven wekken.

## Openbare collecties
- Frans Hals Museum in Haarlem
- Grote of Sint-Laurenskerk (Alkmaar) in Alkmaar
- Rijksmuseum Amsterdam
- Stedelijk Museum Alkmaar